# Кюттнер, Рейн
Рейн Александрович Кюттнер (эст. Rein Küttner; 25 ноября 1940 — 15 ноября 2024) — эстонский учёный в области автоматизации машиностроения, член Эстонской академии наук (1997).
Окончил 7 классов средней школы № 28 в Нымме, Таллинский политехникум (1959) и Таллинский политехнический институт с квалификацией инженер-механик (1965, с отличием).
С 1963 по 1971 год работал и учился там же на кафедре технологии машиностроения: старший лаборант, инженер, аспирант (1967—1970), ассистент (1970—1971).
В 1971 году защитил кандидатскую диссертацию:
- Разработка и исследование методики определения оптимальных режимов механической обработки : диссертация … кандидата технических наук : 05.00.00 / Р. А. Кюттнер. — Таллин, 1970. — 166 с. : ил.

С 1971 г. в том же институте: старший преподаватель, доцент, заведующий кафедрой машиностроения, научный руководитель лаборатории радиологического проектирования.
С 1991 года профессор Института машиностроения и проректор по научной работе Таллиннского технического университета. С 2001 по 2004 год директор Института машиностроения. С 2004 по 2010 год — профессор кафедры технологии производства, с 2010 года эмеритированный профессор Таллиннского технического университета.
Избран членом Эстонской академии наук в 1997 году по специальности «Технические науки». С 1999 по 2009 год заведующий Отделением информатики и инженерных наук Эстонской академии наук.
Темы исследований с 1971 года связаны с разработкой программного обеспечения для автоматизированного проектирования и специализированных программных инструментов. Под его непосредственным участием и руководством в Эстонии сформировалась школа проектирования машиностроения.
Сочинения:
- Кюттнер, Р.А., Юрвес, Э. В. Оптимизация базы данных режущего инструмента для систем автоматизированного проектирования технологических процессов механической обработки // Автоматизация технологического проектирования процессов механической обработки. Таллин : Таллинский политехнический институт, 1979. с. 3-9 : илл.
- Разработка и внедрение систем проектирования технологических процессов механической обработки : отчет о НИР / ВНТИЦ ; рук. работы Р. А. Кюттнер. — М., 1988. — 38 с. : ил.
- Специализированная инструментальная система генерации САПР для мини-ЭВМ мини-СПЕИС / Р. А. Кюттнер, Л. А. Портнянский, И. Е. Петухов. В книге: ЭВМ в проектировании и производстве : [сборник] / под общ. ред. Г. В. Орловского. — Ленинград : Машиностроение, Ленинградское отделение, 1983 — .Вып. 4 / [редкол.: Г. В. Орловский (отв. ред.) и др. ; сост. А. М. Покровский]. — 1989. — 421, [1] с. — С .252-264
- Koger, T., Küttner, R., Mesila, R. jt. (koost.). Täpsus metallilõikepinkidel töötlemisel : laboratoorseid töid masinaehituse tehnoloogiast: erialadele 0501-MM; 0517-KM; 0601-LM; 1709-TM. Tallinn : Tallinna Polütehniline Instituut, 1976. 93 lk.
- Вялло, А., Киммель, А., Кюттнер, Р., Месила, Р., Папстел, Ю., Щеглов, Н. Механизация и автоматизация технологической подготовки производства. Таллинн : Таллиннский политехнический институт, 1976. 129 с.
- Küttner, R., Jutman, V. Teadmuspõhised süsteemid masinaehituses. Tallinn : TTÜ kirjastus, 2007. 236 lk.
- Karjust, K., Kers, J., Kiolein, I., Küttner, R. jt. Uuenduslik tootmine : käsiraamat. Tallinn : TTÜ kirjastus, 2011. 446 lk.
- Reedik, V., Karjust, K., Küttner, R., Lavrentjev, J., Saar, E., Veldi, I., Kulbas, R. (koost.). Masinaehitustehnoloogia kateeder ja masinaehituse instituut 1918—2015. [Tallinn] : [Tallinna Tehnikaülikooli Kirjastus], 2015. 366 lk.
- Капустин, Н.М., Павлов, В.В., Кюттнер, Р.А. и др. Диалоговое проектирование технологических процессов. Москва : Машиностроение, 1983. 253, [1] с. (Библиотека технолога).

Награды:
- 1986 Почетная грамота Президиума Верховного Совета Эстонской ССР
- 1987 Заслуженный инженер Эстонской ССР.
- Медаль Эстонской академии наук 2000 г.
- 2003 Орден Белой Звезды Эстонской Республики IV степени
- Медаль Николая Алумяэ 2018 года.